# ميكا داونز
ميكا داونز (بالإنجليزية: Micah Downs)‏ مواليد 8 سبتمبر 1986 في كيركلاند، هو لاعب كرة سلة أمريكي. بدأ مسيرته الاحترافية في سنة 2009. يلعب مع أورليان لواريت في الدوري الفرنسي لكرة السلة الدرجة الأولى. يحمل الرقم 1. يبلغ طوله 6 قدم 8 بوصة (2.0 م).

## المسيرة الاحترافية
لعب مع زادار في موسم 2009–2010، ثم لعب مع باسكت مانريسا في الدوري الإسباني في موسم 2011–2012، ثم لعب مع مين ريد كلوز في موسم 2012–2013، ثم لعب مع بوديفلنيك في سنة 2013، ثم لعب مع إري بايهوكس في سنة 2014، ثم لعب مع أفتودور ساراتوف في موسم 2014–2015، ثم لعب مع يوفي كازيرتا باسكت في الدوري الإيطالي في موسم 2015–2016.

## روابط خارجية
- ميكا داونز على موقع الدوري الأوروبي لكرة السلة (الإنجليزية)
- ميكا داونز على موقع الدوري الإسباني لكرة السلة (الإسبانية)
- ميكا داونز على موقع كرة السلة الأوروبية.كوم (الإنجليزية)
- ميكا داونز على موقع كلية كرة السلة في سبورتس رفرنس.كوم (الإنجليزية)
- ميكا داونز على موقع ريلجم (الإنجليزية)
- ميكا داونز على موقع بروبوليرز (الإنجليزية)
- ميكا داونز على موقع سبورتس رفرنس (الإنجليزية)
- ميكا داونز على موقع سبورتس رفرنس (الإنجليزية)